# Peribaea clara
Peribaea clara är en tvåvingeart som först beskrevs av Louis-Paul Mesnil 1954.  Peribaea clara ingår i släktet Peribaea och familjen parasitflugor.
Artens utbredningsområde är Kongo. Inga underarter finns listade i Catalogue of Life.